# Комаровка (Львовская область)
Комаро́вка (укр. Комарівка) — село в Бродовской городской общине Золочевского района Львовской области Украины. Расположено в 27 км по автодорогам к северу от города Броды.

## История
Впервые упоминается в начале XIX столетия.
В XIX веке — деревня, часть села Корсов округа Броды края Золочев Галиции.
В 1939 году в деревне гмины Лешнёв Бродовского повята Тарнопольского воеводства Польши проживало около 280 человек, в том числе 130 украинцев, 10 поляков, 10 латинников и 130 частично украинизированных чехов. В том же году село вошло в состав Львовской области УССР.
В 1968 году — центр сельсовета, 657 жителей. Имелся колхоз им. Ленина, занимавшийся выращиванием зерновых и технических культур, которому принадлежало 2800 га земли. Были пилорама, ремонтная мастерская, восьмилетняя школа, клуб, библиотека. В 1970 году в селе появился памятник Ленину.
В 1978 году — 183 двора и 633 жителя. Колхозу имени Ленина принадлежало 5789 га сельскохозяйственных угодий, в том числе 4195 га пашни. Имелись ремонтная мастерская, восьмилетняя школа (15 учителей и 112 учеников), дом культуры с залом на 150 мест, библиотека (7 тысяч книг), торговый комплекс, медпункт, отделение связи.
В 1989 году население села составляло 548 человек (251 мужчина, 297 женщин).
В том же году из села Комаровка выделилось село Антося.
В 1994 году построен храм св. Илии Украинской греко-католической церкви.
По переписи 2001 года население составляло 369 человек, почти все (99,74 %) назвали родным языком украинский.
В 2005 году открылся памятный знак чехам — основателям села.
Имеются ФАП, школа I—II ступеней, детский сад, народный дом общества «Просвита», библиотека.